# Geschäftsreiseflugzeug

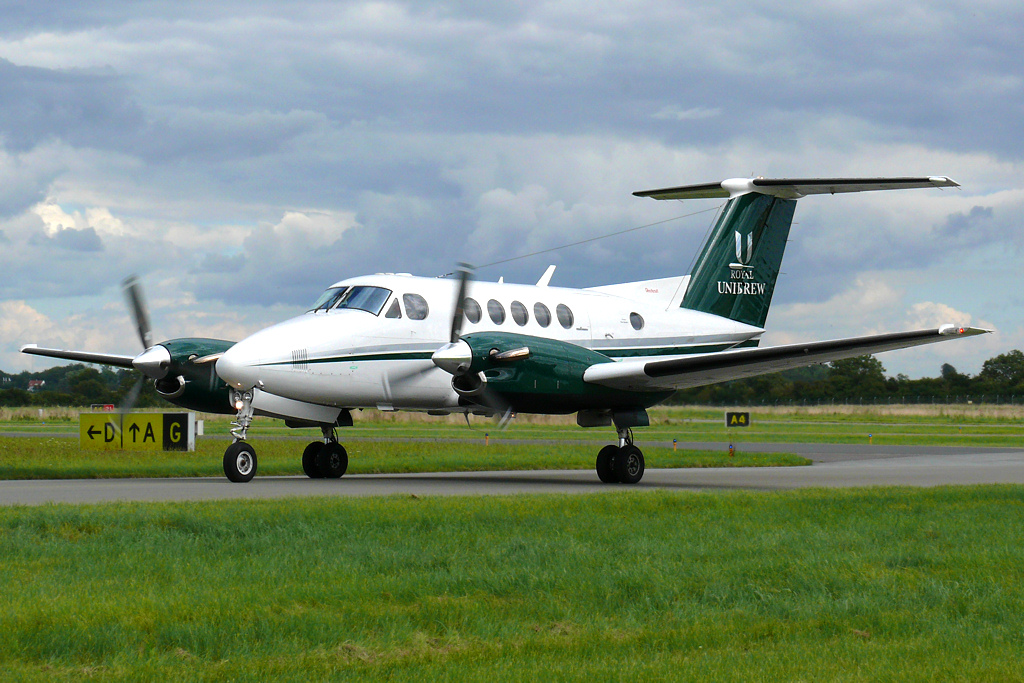
Geschäftsreiseflugzeug Beechcraft 200 King Air

Ein Geschäftsreiseflugzeug (oder auch Geschäftsflugzeug) ist ein Flugzeug, das von Geschäftsreisenden anstelle eines Linienflugs oder anderer Verkehrsmittel im Geschäftsflugverkehr eingesetzt wird.

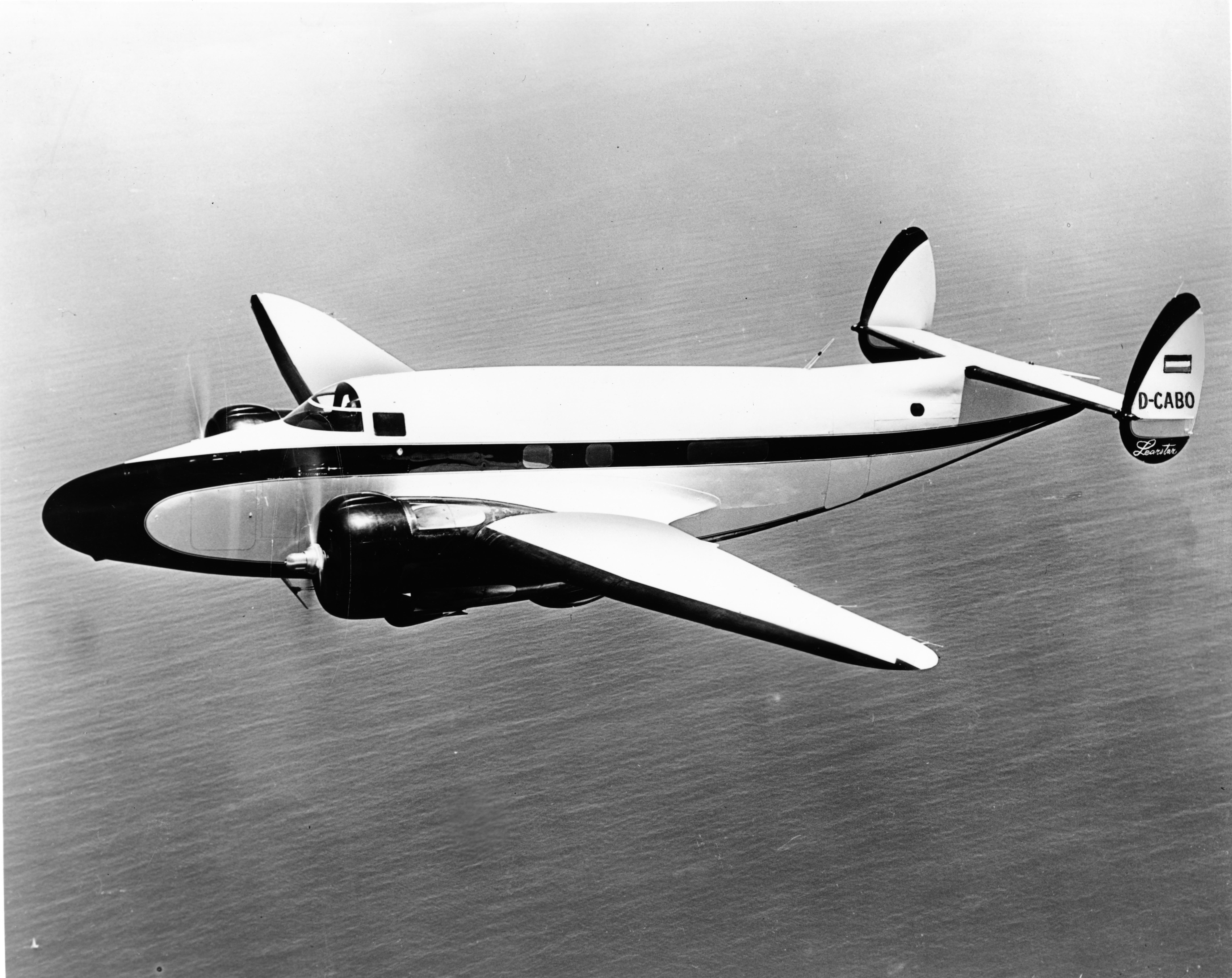
Learstar, von Lear zum Geschäftsreiseflugzeug umgestaltete Lockheed Model 18. Die D-CABO war eins von zwei Lear-Flugzeugen, die 1956 an die Helmut Horten GmbH ausgeliefert wurden.

## Typen
Die Spanne der Größe von Geschäftsflugzeugen reicht vom Propellerflugzeug mit einem oder zwei Motoren und vier Sitzen (zum Beispiel von Cessna 172 oder Piper PA-28) über Turboprop-Maschinen (zum Beispiel Beechcraft King Air) bis zu einem auf der Boeing 737 basierenden Boeing Business Jet oder einem auf dem Airbus A319 basierenden Airbus Corporate Jetliner. In sehr geringen Stückzahlen, insbesondere auch für Regierungen, werden auch größere Flugzeuge wie Airbus A340, Boeing 747 oder gar Airbus A380 zu Geschäftsreiseflugzeugen umgebaut.
In den 1950er Jahren baute William P. Lear zunächst Lockheed Model 18 Lodestar Maschinen in Learstar Geschäftsreiseflugzeuge um. Ende der 1950er Jahre entwickelte er dann die Idee zu einem zweistrahligen Geschäftsreiseflugzeug, das ab 1963 als Learjet 23 bekannt wurde und vom Konzept her viele Nachahmer fand. Der erste Learjet hatte nur vier Passagiersitze.
Sehr weit verbreitet sind die Flugzeuge der Cessna-Citation-Reihe. Beliebt sind aber auch die etwas größeren (und teureren) Jets der Firma Gulfstream Aerospace oder die Falcon-Serie von Dassault Aviation sowie die Jets der Challenger- und Global-Serien der Firma Bombardier Aerospace. Die Citation X+ war lange Zeit das schnellste Geschäftsreiseflugzeug auf dem Markt, wurde aber von der Gulfstream G650 abgelöst.

### Klassifizierung
Geschäftsreiseflugzeuge mit Strahltriebwerken werden nach bestimmten Kategorien eingeteilt, beispielsweise wie hier durch den Triebwerkhersteller Rolls-Royce.
| Klasse          | Kategorie            | MTOW                                    | Flugzeugbeispiel        | Betriebskostenbeispiel (pro Stunde) | Bild                    |
| --------------- | -------------------- | --------------------------------------- | ----------------------- | ----------------------------------- | ----------------------- |
| Microjet        | Very Light Jet (VLJ) | 5.000–10.000 lbs (≈2.250–≈4.500 kg)     | Cessna Citation Mustang | USD 850                             | Cessna Citation Mustang |
| Entry level     | Light jet            | 10.000–13.000 lbs (≈4.500–≈5.900 kg)    | Beechcraft Premier I    | USD 1.400                           | Beechcraft Premier I    |
| Light           | Business jet         | 13.000–20.000 lbs (≈5.900–≈9.050 kg)    | Learjet 40              | USD 1.800                           | Learjet 40              |
| Light Medium    | Midsize jet          | 20.000–33.000 lbs (≈9.050–≈15.000 kg)   | Gulfstream G100         | USD 2.000                           | Gulfstream G100         |
| Medium          | Midsize jet          | 33.000–50.000 lbs (≈15.000–≈22.650 kg)  | Embraer Legacy 500      | USD 2.500                           | Embraer Legacy 500      |
| Long range      | Long range jet       | 50.000–80.000 lbs (~22.650–≈36.250 kg)  | Bombardier Global 5000  | USD 4.000                           | Bombardier Global 5000  |
| Very long range | Very long range jet  | 80.000–100.000 lbs (≈36.250–≈45.350 kg) | Gulfstream G650         | USD 4.000                           | Gulfstream G650         |
| Bizliner        | Very long range jet  | > 100.000 lbs (> ≈45.350 kg)            | BBJ, ACJ                | USD 6.000                           | Boeing Business Jet     |

### Vorteile
Die höheren Kosten dieses Transportmittels werden dabei im Idealfall kompensiert durch
- den Zeitgewinn durch direkte Flüge und reduzierte Wartezeiten,
- die Exklusivität, die ungestörtes Reisen oder Arbeiten oder auch das Ansetzen einer Besprechung erlauben,
- die Flexibilität, die durch individuelle Planung schnelle Änderungen der Reisepläne ermöglicht.

Ein weiterer Vorteil von Geschäftsflugzeugen ist, dass sie auf Regionalflugplätzen starten und landen können; damit entfällt ein aufwändiges Umsteigen.

### Nachteile
Die Nutzung von Geschäftsreiseflugzeugen beschleunige nach einer Meldung der Tagesschau in besonderem Maß den Klimawandel. Das meistgenutzte Privatjet-Modell verbrauche beispielsweise etwa 760 Kilogramm Kerosin in der ersten Flugstunde. Das entspräche mehr als drei Tonnen CO2, aber die gesamten Auswirkungen auf das Klima bei einer Flugstunde entsprächen mehr als neun Tonnen, da viele Wissenschaftler davon ausgehen, dass der gesamte Klimaschaden etwa dreimal so hoch ist wie die ausgestoßene Menge an CO2. Hinzu würden Geschäftsreiseflugzeuge hauptsächlich für kurze Strecken eingesetzt, auf denen meist auch die Bahn eine zeitlich sinnvolle Alternative sein könnte. Fast drei Viertel der Privatjet-Flüge von deutschen Flughäfen im Jahr 2022 gingen zu Zielen, die weniger als 500 Kilometer entfernt lagen. Etwa 60 Prozent der Strecken lägen sogar kürzer als 300 Kilometer. Es lägen jedoch keine verlässlichen, offiziellen Zahlen für Deutschland vor.
Weniger leicht verzichtbare Flüge mit Geschäftsreiseflugzeugen, wie für medizinische Transporte und Ambulanzflüge machen dabei nur einen kleinen Teil von etwa 10 Prozent aus. Ein weiterer Teil sind Flüge zur Pilotenausbildung und Flüge von Regierungsmitgliedern. Der Großteil (85 Prozent) seien private oder geschäftliche Reisen, gemäß der Daten der European Business Aviation Association.

## Nutzung
Es gibt mehrere Konzepte zum Betrieb und zur Nutzung von Geschäftsflugzeugen:
- Eigenes Flugzeug: Der Reisende oder das Unternehmen besitzen eine Flotte oder ein eigenes Flugzeug, das sie selbst fliegen oder das sie von einem Piloten fliegen lassen.
- Executive Business Charter: Der Reisende oder das Unternehmen chartern ein Flugzeug samt Besatzung.
- Flugzeug-Teileigentum (Fractional Ownership): Der Reisende kauft ein Kontingent an Flugstunden, das er flexibel buchen kann.

2022 gab es mehr als 94.000 Starts von Business-Flugzeugen in Deutschland, etwa 8.000 mehr als im Vorjahr. Dabei haben Privatjets europaweit im vergangenen Jahr Treibhausgas-Emissionen von etwa zehn Millionen Tonnen CO2 verursacht. Fast drei Viertel der in Deutschland gestarteten Flüge waren kürzer als 500 Kilometer. In der Schweiz wurden im gleichen Zeitraum beachtliche 35.269 Starts verzeichnet, was dem höchsten Pro-Kopf-Wert in Europa entspricht. Genf–Paris war die meistgenutzte Strecke mit Start in der Schweiz.

## Zukunft
Zukünftig könnte mit Überschall-Geschäftsreiseflugzeugen eine ganz neue Typenklasse entstehen. Aufgrund der Schwierigkeiten wurden zwar bereits zahlreiche Projekte wie die Suchoi S-21, Tu-444 oder Aerion AS2 vorzeitig abgebrochen, allerdings wird an anderen Projekten wie dem HyperMach SonicStar weiter gearbeitet.
Gerade weil die meisten Flugziele mit Geschäftsreiseflugzeugen weniger als 500 km entfernt liegen (siehe Nachteile), könnten Elektroflugzeuge, wie das batterieelektrische Propellerflugzeug Eviation Alice, eine klimaschonende Verbesserung bringen. Bei batterieelektrischen Propellermaschinen entstehen weder direkte Treibhausgasemissionen, noch indirekte, wie langlebige Kondensstreifen-Zirren, die den Hauptteil der Treibhauswirkung bei Flugzeugen ausmachen.

## CO2-Ausstoß durch Privatflüge
Der CO2-Ausstoß durch Privatflüge ist laut einer Studie zwischen 2019 und 2023 um nahezu 50 Prozent angestiegen. Die Emissionen liegen mit 15,6 Megatonnen nun höher als vor der Corona-Pandemie. Die meisten Privatjets heben demnach in den USA ab, gefolgt von Europa. Mehrere EU-Staaten, darunter Frankreich, die Niederlande und Österreich, hatten 2023 dafür plädiert, Flüge mit Privatjets europaweit zu besteuern und stärker zu regulieren. Die damalige Verkehrskommissarin Adina Vălean war dagegen und erklärte, dass sie lieber die Luftfahrt als Ganzes in den Blick nehmen wolle.